# Chiesa di San Simone del Carmine
La chiesa di San Simone del Carmine è una chiesa di Perugia con annesso ex convento dei Carmelitani, ubicata in Via dell'Asilo, 3a.

## Storia
La chiesa è documentata come parrocchiale nel 1285, ma era già esistente nel 1233. Ha subito varie ricostruzioni nel corso dei secoli, e nel 1377 fu fatta ricostruire dai Carmelitani anche con il reimpiego delle pietre provenienti dalla demolizione del Cassero di Sant'Antonio (fortificazione collegata alla prima fortezza fatta costruire dal legato papale Abate del “Monmaggiore”).  Interessanti resti della chiesa medievale sono visibili lungo il fianco di via Abruzzo: una cappella gotica con monofora in travertino. 
A metà del XIX secolo ha subito un totale rifacimento della decorazione interna che ha cancellato gli affreschi dei XVI e XVII eseguiti da Simone Ciburri, Cesare Sermei e Antonio Maria Fabrizi. Artefici del progetto furono: lo scenografo pittore perugino Vincenzo Baldini e il suo allievo Giovanni Panti in collaborazione con il “figurista” Mariano Piervittori. L’opera nell’insieme costituisce una rara testimonianza della pittura purista nutrita da classicismo tardo cinquecentesco. Vi sono rappresentati nella parete absidale: i Quattro Evangelisti, Sant'Alberto patriarca di Gerusalemme estensore della regola dei Carmelitani e il martire carmelitano Sant'Angelo di Gerusalemme . Nella volta dell’absidale il profeta Elia ispiratore dell’Ordine e il suo discepolo Eliseo.  Alle pareti della navata altri quattro santi carmelitani.
La Chiesa conservava il Gonfalone della Madonna del Carmine, attribuito alla scuola di Benedetto Bonfigli (XV secolo), molto diverso dagli altri gonfaloni processionali. Un documento di cultura tardogotica che riprende l’iconografia della “madonna dell’umiltà“ (la Madonna è seduta nel cuscino, in un prato fiorito, anziché sul trono) unico esempio in un gonfalone umbro. I personaggi a destra del dipinto sono stati identificati da Francesco Mancini in: Sant'Alberto Patriarca di Gerusalemme, papa Innocenzo III, Enrico VI Imperatore del Sacro Romano Impero (padre di Federico II di Svevia) e un gruppo di frati carmelitani.  Questa immagine è stata oggetto di grande devozione popolare tanto che fino al XX secolo ogni cinque anni veniva portata in processione il 16 luglio. Tuttora, la domenica successiva al 16 agosto, si celebra la festa della Madonna del Carmelo, non in questa chiesa, perché inagibile, ma nella vicina Santa Maria Nuova (via Pinturicchio).
Sulla contro-facciata troneggia un organo del 1602, commissionato dalla nobile famiglia dei duchi Della Corgna, che reca dodici statuette dei Santi dell'ordine carmelitano, intagliate, di gusto tardo-manieristico.
In sacrestia sono una serie di lunette, affrescate con storie carmelitane e storie dell'ordine, di un pittore locale del XVII secolo con stile vicino a quello di   Antonio Maria Fabrizi.
Era nella chiesa la Madonna dell’orchestra, dipinta per i Carmelitani dal marchigiano Giovanni Boccati oltre a opere di Domenico Alfani, Antonio Maria Fabrizi ed altri, tutte oggi musealizzate nella Galleria nazionale dell'Umbria. 

### Pala San Carlo Borromeodi Giulio Cesare Angeli
Il convento, del XIV secolo,  fu demanializzato dopo il 1860, divenne poi Scuola Materna Santa Croce, da cui il nome via dell’Asilo. Poco distante dalla chiesa, in via Imbriani, è l’ex Oratorio dei Santi Simone e Giuda di probabile origine cinquecentesca.